# Араус, Андрес
Андрес Араус Галарса (исп. Andrés Arauz Galarza, род. 6 февраля 1985, Кито, Эквадор) — эквадорский политик и экономист. С 2015 по 2017 год министр знаний и человеческих талантов во время президентства Рафаэля Корреа, а также министр культуры в марте-апреле 2017 года после отставки Рауля Вальехо. В августе 2020 года объявил, что выдвигается кандидатом в президенты на всеобщих выборах 2021 года от левой коалиции «Союз ради надежды» (UNES), которую поддерживают Корреа и его союзники.

## Биография
Андрес Араус родился в Кито. Получил степень бакалавра наук в Мичиганском университете и докторскую степень по экономике в Национальном автономном университете Мексики.
С 2009 года работал в Центральном банке Эквадора государственным служащим. В 2011—2013 годах был генеральным директором банковского дела. Позже был назначен заместителем министра планирования и генеральным директором по национальным закупкам.

## Политическая карьера
В марте 2015 года был назначен министром знаний и человеческих талантов в правительстве Рафаэля Корреа, заменив Гийома Лонга и руководил координацией и контролем за исполнением политики, программ и проектов министерств образования, культуры, высшего образования, науки и технологий. Работал над повышением технологической независимости страны, использованием бесплатного программного обеспечения и развитием свободных знаний. Кроме этого одновременно возглавил Министерство культуры в марте-апреле 2017 года из-за отставки Рауля Вальехо.
В 2017 году после ухода с поста министра основал Обсерваторию долларизации, посвящённую распространению эссе и исследований на предмет долларизации различных национальных экономик и ее последствий. Ранее он поступил в докторантуру по финансовой экономике в Автономном университете Мексики. Член Исполнительного совета международного прогресса.

### Президентская кампания 2021
18 августа 2020 года политическая коалиция «Союз ради надежды» (UNES), в которую входят политические организации «Гражданская революция» и «Демократический центр», объявила, что Араус будет кандидатом от коалиции на пост президента Эквадора на выборах 2021 года. Напарником Арауса в качестве кандидата на пост вице-президента должен был бывший президент Рафаэль Корреа. Однако кандидатура Корреа была отклонена Национальным избирательным советом, который утверждал, что отказ в регистрации был процедурным, а не политически мотивированным, поскольку Корреа покинул Эквадор и проживал в Бельгии.
7 февраля 2021 года в Эквадоре состоялся первый тур президентских выборов. Андрес Араус, который представлял левоцентристскую коалицию «Союз ради надежды», набрал 31,5% голосов. На втором месте — Гильермо Лассо, бизнесмен, банкир и политик правого толка (19,74%), немного опередивший Яку Переса из левого «Движения за многонациональное единство Пачакутик» (19,38%). Для победы в первом туре кандидату необходимо было набрать абсолютное большинство голосов или свыше 40%. Второй тур выборов состоялся 11 апреля. В результате победу одержал Гильермо Лассо, его инаугурация прошла 24 мая 2021 года.

### Кандидат в вице-президенты 2023
В июне 2023 года выдвинут кандидатом на пост вице-президента от движения «Гражданская революция» вместе с кандидатурой Луисы Гонсалес Альсивар.